# Gaëlle Voiry
 (mars 2018).
Si vous disposez d'ouvrages ou d'articles de référence ou si vous connaissez des sites web de qualité traitant du thème abordé ici, merci de compléter l'article en donnant les références utiles à sa vérifiabilité et en les liant à la section « Notes et références ».
Gaëlle Voiry, née le 11 juillet 1969 à La Rochelle (Charente-Maritime) et morte le 28 septembre 2019 à Chens-sur-Léman (Haute-Savoie), est une reine de beauté, mannequin et styliste française. 
Elle a été élue Miss Médoc en août 1989 à Soulac-sur-Mer, Miss Aquitaine 1989, puis le 28 décembre 1989 la 60e Miss France 1990.

## Biographie

### Jeunesse et études
Gaëlle Voiry est originaire de La Rochelle en Charente-Maritime.[réf. souhaitée]
De 1987 à 1989, elle fait des études en sciences économiques à l'université Montesquieu-Bordeaux IV.[réf. souhaitée]

### Miss Aquitaine
En août 1989, alors qu'elle est en vacances, Gaëlle Voiry est élue Miss Médoc à Soulac-sur-Mer en Gironde. En raison du manque de candidates à l'élection de Miss Aquitaine, la présidente du comité Miss France Geneviève de Fontenay l'incite à se présenter à l'élection qui a lieu quelques semaines plus tard.[réf. souhaitée]
En novembre 1989, Gaëlle Voiry remporte le titre de Miss Aquitaine, qui la qualifie pour l'élection de Miss France 1990.

### Année de Miss France

#### Élection
L'élection de Miss France 1990 se déroule le 28 décembre 1989 à Saint-Denis, en Seine-Saint-Denis, retransmise en direct sur FR3 et présentée par Yves Lecoq.
Gaëlle Voiry, 20 ans, Miss Aquitaine 1989, est élue Miss France 1990. Elle succède à Peggy Zlotkowski, Miss France 1989, également Miss Aquitaine. 
Ses dauphines sont :
- 1re dauphine : Céline Marteau, Miss Normandie
- 2e dauphine : Karine Richefeu, Miss Centre-Ouest
- 3e dauphine : Sylvie Tardy, Miss Périgord
- 4e dauphine : Florence Olivier, Miss Littoral-Sud

#### Représentations en France et dans le monde
Le premier voyage international de Gaëlle Voiry en tant que Miss France se déroule en janvier 1990 pour la promotion du parfum Bibi de Jean Barthet. Elle est accompagnée par la présidente du comité Miss France Geneviève de Fontenay. Alors que l'équipe de France de football est en tournée au Koweït (pendant deux semaines), le comité Miss France et la FFF se rapprochent pour une campagne de promotion de la France à Koweït City. Miss France 1990, Gaëlle Voiry, passe deux jours avec l'équipe (dont le sélectionneur est Michel Platini).

#### Concours internationaux
Gaelle Voiry représente la France au concours Miss Univers se déroulant le 15 avril 1990 au Shubert Theatre à Los Angeles (États-Unis). Lors de la parade de l'élection, elle porte une robe en matériaux composites intitulée Carré blanc (une première mondiale) créée par la plasticienne Annie Ribière et le peintre Jacques Bernard. Elle se classe 21e sur les 71 Miss internationales participantes.
Elle participe également au concours Miss Monde le 8 novembre 1990 au London Palladium à Londres. Elle est classée 30e sur les 81 participantes.

#### Remise de son titre
Le 30 décembre 1990, Gaëlle Voiry transmet sa couronne à Mareva Georges, Miss Tahiti 1990 élue Miss France 1991.

### L'après Miss France

#### Études et activités professionnelles
Après son année de Miss France, elle termine son année d'études à Lyon où elle entre ensuite dans une école d'attaché de presse et obtient un diplôme en communication. Elle essaye également de travailler à Paris.[réf. souhaitée] Elle fait quelques défilés de haute couture[réf. souhaitée] et une année de mannequinat. Elle tente, par ailleurs, de devenir styliste à la fin de son règne[réf. nécessaire]. 
Elle est ensuite gérante d'une société de nettoyage tertiaire à Lyon dans le Rhône.[réf. souhaitée]

#### Apparitions télévisées
Elle apparaît à la télévision dans divers programmes, dont le documentaire Miss France, la soirée d'une vie diffusé le 3 décembre 2011 après l'élection de Miss France 2012, sur TF1. Son témoignage est rediffusé dans le documentaire Il était une fois… Miss France sur TMC le 20 novembre 2013.
Elle apparaît lors du défilé final de l’élection de Miss France 2013, le 8 décembre 2012 au Zénith de Limoges et diffusée en direct sur TF1.
Invitée le 30 avril 2014 sur le plateau de l'émission de France 2 Toute une histoire,  présentée par Sophie Davant, Gaëlle Voiry explique qu'elle a croisé quelques années auparavant la directrice générale de la société Miss France Sylvie Tellier par hasard à la montagne alors que celle-ci faisait un shooting photo à Megève, en Haute-Savoie. Après avoir fait connaissance, Sylvie Tellier lui propose de rejoindre la société Miss France. Depuis lors, elle assiste en coulisses à certaines élections de Miss France et est notamment remettante de prix[réf. nécessaire]. En septembre 2017, elle témoigne dans l'émission C'est mon choix présentée par Évelyne Thomas sur Chérie 25, lors du numéro « Miss France : que sont-elles devenues ? ». 
Elle participe, en tant que candidate, à l'émission Les Reines du shopping sur M6 du 12 au 16 mars 2018 (semaine qui a pour thème « Tendance avec un vêtement taille haute »).

#### Activités sportives
Discrète, souriante et calme, elle a un très bon niveau sportif en vélo de route et en course à pied (notamment en trail) : elle a couru la Diagonale des Fous en 2005, a terminé 7e de l’Ultra-Trail du Mont-Blanc (UTMB) en 2007, a participé plusieurs fois à la SaintéLyon (2005 et 2012) mais aussi à La 6000 D en 2006 (classée  4e), à l’Euskal Trail, à la Combloranne et à des courses sur route. Elle pratique également le ski.

#### Vie privée
Gaëlle Voiry habitait à Combloux en Haute-Savoie. Elle était en couple et avait trois enfants.[réf. souhaitée]

### Mort
Le 28 septembre 2019, elle meurt à 50 ans après avoir été percutée par un automobiliste à Chens-sur-Léman en Haute-Savoie alors qu'elle circulait à vélo. Elle était accompagnée par un ami, Philippe Gauthier, qui est également tué sur le coup. Selon le procureur, le choc est « d'une extrême violence ». L'automobiliste de 44 ans qui heurte les deux cyclistes au moment des faits présente un taux de 0,93 g d'alcool par litre de sang, bien au-delà du seuil délictuel. Une information judiciaire pour homicide involontaire est ouverte par le parquet de Thonon-les-Bains.
La violence du choc est due à la vitesse du véhicule. Selon des sources de presse, la vitesse de l'automobile a été estimée entre 100 et 150 km/h et était quoi qu'il arrive très excessive. Le conducteur, père de trois enfants, avait déjà été observé en excès de vitesse par la police. Il est condamné à cinq ans d'emprisonnement, deux ans ferme et trois ans avec sursis et obligation de soins.
Les obsèques de Gaëlle Voiry se déroulent à Lyon le 4 octobre 2019. Un hommage lui est rendu lors de l'élection de Miss France 2020, en décembre suivant.